# Camarès
Camarès [kamaʁɛs] (en occitan : Lo Pont de Camarés) est une commune française et un canton du sud de l’Aveyron dans la région Occitanie.

## Géographie

### Localisation
Située à 23 kilomètres au sud de Saint-Affrique et à 80 kilomètres de Béziers, elle est traversée par le Dourdou de Camarès et se trouve au pied des monts de Lacaune.
Son sol rouge, le Rougier, est de nature schisto-gréseuse. Il renferme un riche sous-sol qui a permis, dès l’époque gallo-romaine, l’exploitation des premières mines de cuivre ou de plomb argentifère.
Présence d'un bassin thermal avec des sources qui ne sont plus exploitées actuellement : Prugnes les eaux, Andabre, Le Cayla et Sylvanès (eau thermale).

### Communes limitrophes
Les communes limitrophes sont  Brusque, Fayet, Gissac, Montlaur, Mounes-Prohencoux, Peux-et-Couffouleux et Sylvanès.
| Montlaur          | Gissac              | Sylvanès |
| Mounes-Prohencoux | Camarès             | Fayet    |
|                   | Peux-et-Couffouleux | Brusque  |

### Climat
Pour des articles plus généraux, voir Climat de l'Occitanie et Climat de l'Aveyron.
En 2010, le climat de la commune est de type climat du Bassin du Sud-Ouest, selon une étude s'appuyant sur une série de données couvrant la période 1971-2000. En 2020, Météo-France publie une typologie des climats de la France métropolitaine dans laquelle la commune est dans une zone de transition entre le climat de montagne et le climat méditerranéen et est dans la région climatique Sud-est du Massif Central, caractérisée par une pluviométrie annuelle de 1 000 à 1 500 mm, minimale en été, maximale en automne.
Pour la période 1971-2000, la température annuelle moyenne est de 12,5 °C, avec une amplitude thermique annuelle de 15,9 °C. Le cumul annuel moyen de précipitations est de 975 mm, avec 9,8 jours de précipitations en janvier et 4,4 jours en juillet. Pour la période 1991-2020, la température moyenne annuelle observée sur la station météorologique la plus proche, située sur la commune de Peux-et-Couffouleux à 6 km à vol d'oiseau, est de 10,9 °C et le cumul annuel moyen de précipitations est de 1 189,1 mm,. Pour l'avenir, les paramètres climatiques de la commune estimés pour 2050 selon différents scénarios d'émission de gaz à effet de serre sont consultables sur un site dédié publié par Météo-France en novembre 2022.

## Urbanisme

### Typologie
Au 1er janvier 2024, Camarès est catégorisée commune rurale à habitat dispersé, selon la nouvelle grille communale de densité à 7 niveaux définie par l'Insee en 2022.
Elle est située hors unité urbaine et hors attraction des villes,.

## Toponymie
Initialement Camarès désignait la région, et la ville portait l'appellation de Pont-de-Camarès. Elle tirait ce nom du Pont Vieux dont la date de construction est inconnue, sans doute du XIe siècle.

## Histoire

### Moyen Âge
La ville est mentionnée en 883, comme siège d’une viguerie carolingienne, dans le cartulaire de l’abbaye de Vabres. Son territoire englobait le nord de l’actuel canton de Camarès, et quelques communes adjacentes. Le sud du canton actuel constituait une viguerie indépendante dont le chef-lieu était Brusque.

### Époque moderne
Les troupes protestantes prirent Camarès en 1563 et en firent rapidement une de leurs villes fortes. En 1586, Camarès comptait parmi les quatre principales villes fortes du Rouergue.

## Politique et administration
| Période   | Période   | Identité        | Étiquette | Qualité              |
| --------- | --------- | --------------- | --------- | -------------------- |
| mars 1994 | mars 2001 | Simone Bousquet | DVG       |                      |
| mars 2001 | mars 2008 | Jacques Fanjaud |           | Agriculteur          |
| mars 2008 | juin 2020 | Jacques Bernat  | DVD       | Agriculteur retraité |
| juin 2020 | En cours  | Cyril Touzet    |           |                      |

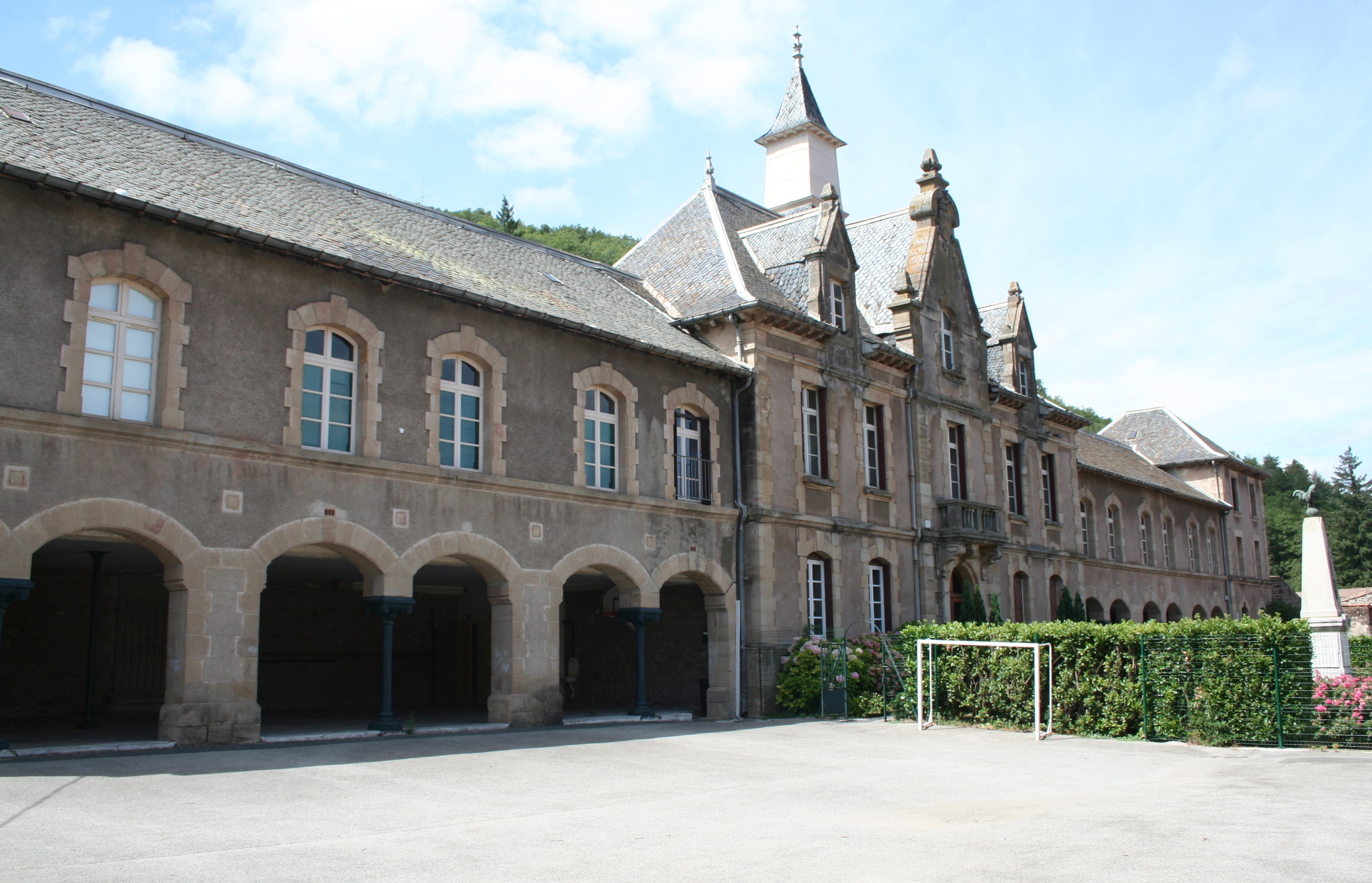
La mairie.

En 2011, Jacques Bernat est candidat à la succession de René Quatrefages à la tête du Parc naturel régional des Grands Causses. Il échoue cependant face à Alain Fauconnier, sénateur-maire de Saint-Affrique avec 20 voix, contre 23 à son adversaire.

## Démographie
L'évolution du nombre d'habitants est connue à travers les recensements de la population effectués dans la commune depuis 1793. Pour les communes de moins de 10 000 habitants, une enquête de recensement portant sur toute la population est réalisée tous les cinq ans, les populations de référence des années intermédiaires étant quant à elles estimées par interpolation ou extrapolation. Pour la commune, le premier recensement exhaustif entrant dans le cadre du nouveau dispositif a été réalisé en 2007.

En 2022, la commune comptait 1 028 habitants, en évolution de +0,88 % par rapport à 2016 (Aveyron : +0,37 %, France hors Mayotte : +2,11 %).
| 1793  | 1800  | 1806  | 1821  | 1831  | 1836  | 1841  | 1846  | 1851  |
| ----- | ----- | ----- | ----- | ----- | ----- | ----- | ----- | ----- |
| 1 750 | 1 638 | 2 206 | 2 425 | 2 679 | 2 034 | 2 132 | 2 363 | 2 434 |

| 1856  | 1861  | 1866  | 1872  | 1876  | 1881  | 1886  | 1891  | 1896  |
| ----- | ----- | ----- | ----- | ----- | ----- | ----- | ----- | ----- |
| 2 364 | 2 250 | 2 163 | 2 193 | 2 265 | 2 302 | 2 332 | 2 324 | 2 160 |

| 1901  | 1906  | 1911  | 1921  | 1926  | 1931  | 1936  | 1946  | 1954  |
| ----- | ----- | ----- | ----- | ----- | ----- | ----- | ----- | ----- |
| 2 004 | 1 967 | 1 895 | 1 507 | 1 576 | 1 633 | 1 644 | 1 497 | 1 317 |

| 1962  | 1968  | 1975  | 1982  | 1990  | 1999  | 2006 | 2007 | 2012 |
| ----- | ----- | ----- | ----- | ----- | ----- | ---- | ---- | ---- |
| 1 288 | 1 253 | 1 212 | 1 258 | 1 127 | 1 008 | 983  | 979  | 987  |

| 2017  | 2022  | - | - | - | - | - | - | - |
| ----- | ----- | - | - | - | - | - | - | - |
| 1 038 | 1 028 | - | - | - | - | - | - | - |

## Économie

### Revenus
En 2018  (données Insee publiées en septembre 2021), la commune compte 453 ménages fiscaux, regroupant 940 personnes. La médiane du revenu disponible par unité de consommation est de 19 670 € (20 640 € dans le département).

### Emploi
| Division       | 2008  | 2013  | 2018  |
| -------------- | ----- | ----- | ----- |
| Commune        | 4,6 % | 6,6 % | 9,9 % |
| Département    | 5,4 % | 7,1 % | 7,1 % |
| France entière | 8,3 % | 10 %  | 10 %  |

En 2018, la population âgée de 15 à 64 ans s'élève à 572 personnes, parmi lesquelles on compte 77,1 % d'actifs (67,2 % ayant un emploi et 9,9 % de chômeurs) et 22,9 % d'inactifs,. En  2018, le taux de chômage communal (au sens du recensement) des 15-64 ans est supérieur à celui du département, mais inférieur à celui de la France, alors qu'il était inférieur à celui du département et de la France en 2008.
La commune est hors attraction des villes,. Elle compte 369 emplois en 2018, contre 370 en 2013 et 373 en 2008. Le nombre d'actifs ayant un emploi résidant dans la commune est de 397, soit un indicateur de concentration d'emploi de 92,7 % et un taux d'activité parmi les 15 ans ou plus de 51,2 %.
Sur ces 397 actifs de 15 ans ou plus ayant un emploi, 220 travaillent dans la commune, soit 55 % des habitants. Pour se rendre au travail, 76,9 % des habitants utilisent un véhicule personnel ou de fonction à quatre roues, 10,1 % s'y rendent en deux-roues, à vélo ou à pied et 13 % n'ont pas besoin de transport (travail au domicile).

### Activités hors agriculture

#### Secteurs d'activités
137 établissements sont implantés  à Camarès au 31 décembre 2019. Le tableau ci-dessous en détaille le nombre par secteur d'activité et compare les ratios avec ceux du département,.
| Secteur d'activité                                                                                        | Commune | Commune | Département |
| Secteur d'activité                                                                                        | Nombre  | %       | %           |
| --- | ------- | ------- | ----------- |
| Ensemble                                                                                                  | 137     | 100 %   | (100 %)     |
| Industrie manufacturière, industries extractives et autres                                                | 26      | 19 %    | (17,7 %)    |
| Construction                                                                                              | 20      | 14,6 %  | (13 %)      |
| Commerce de gros et de détail, transports, hébergement et restauration                                    | 32      | 23,4 %  | (27,5 %)    |
| Information et communication                                                                              | 2       | 1,5 %   | (1,5 %)     |
| Activités financières et d'assurance                                                                      | 4       | 2,9 %   | (3,4 %)     |
| Activités immobilières                                                                                    | 10      | 7,3 %   | (4,2 %)     |
| Activités spécialisées, scientifiques et techniques et activités de services administratifs et de soutien | 15      | 10,9 %  | (12,4 %)    |
| Administration publique, enseignement, santé humaine et action sociale                                    | 21      | 15,3 %  | (12,7 %)    |
| Autres activités de services                                                                              | 7       | 5,1 %   | (7,8 %)     |

Le secteur du commerce de gros et de détail, des transports, de l'hébergement et de la restauration est prépondérant sur la commune puisqu'il représente 23,4 % du nombre total d'établissements de la commune (32 sur les 137 entreprises implantées  à Camarès), contre 27,5 % au niveau départemental.

#### Entreprises
Les trois entreprises ayant leur siège social sur le territoire communal qui génèrent le plus de chiffre d'affaires en 2020 sont : 
- Dalmasy, supermarchés (5 120 k€)
- Aupiac Diversification, production d'électricité (324 k€)
- La Camarete, commerce d'alimentation générale (235 k€)

### Agriculture
La commune est dans les Monts de Lacaune, une petite région agricole occupant le sud du département de l'Aveyron. En 2020, l'orientation technico-économique de l'agriculture  sur la commune est l'élevage d'équidés et/ou d' autres herbivores.
|               | 1988  | 2000  | 2010  | 2020  |
| ------------- | ----- | ----- | ----- | ----- |
| Exploitations | 29    | 21    | 20    | 22    |
| SAU (ha)      | 1 787 | 1 851 | 1 776 | 1 979 |

Le nombre d'exploitations agricoles en activité et ayant leur siège dans la commune est passé de 29 lors du recensement agricole de 1988  à 21 en 2000 puis à 20 en 2010 et enfin à 22 en 2020, soit une baisse de 24 % en 32 ans. Le même mouvement est observé à l'échelle du département qui a perdu pendant cette période 51 % de ses exploitations,. La surface agricole utilisée sur la commune a quant à elle augmenté, passant de 1 787 ha en 1988 à 1 979 ha en 2020. Parallèlement la surface agricole utilisée moyenne par exploitation a augmenté, passant de 62 à 90 ha.

## Culture locale et patrimoine
La région possède de nombreux châteaux comme le château de Montaigut (Xe-XVIIe siècle) et d’importants sanctuaires religieux dont l’Abbaye de Sylvanès (XIIe siècle) qui a été restaurée en centre musical.

### Patrimoine civil
- Pont-vieux (XIe siècle).
- Porte d’entrée de la ville haute.

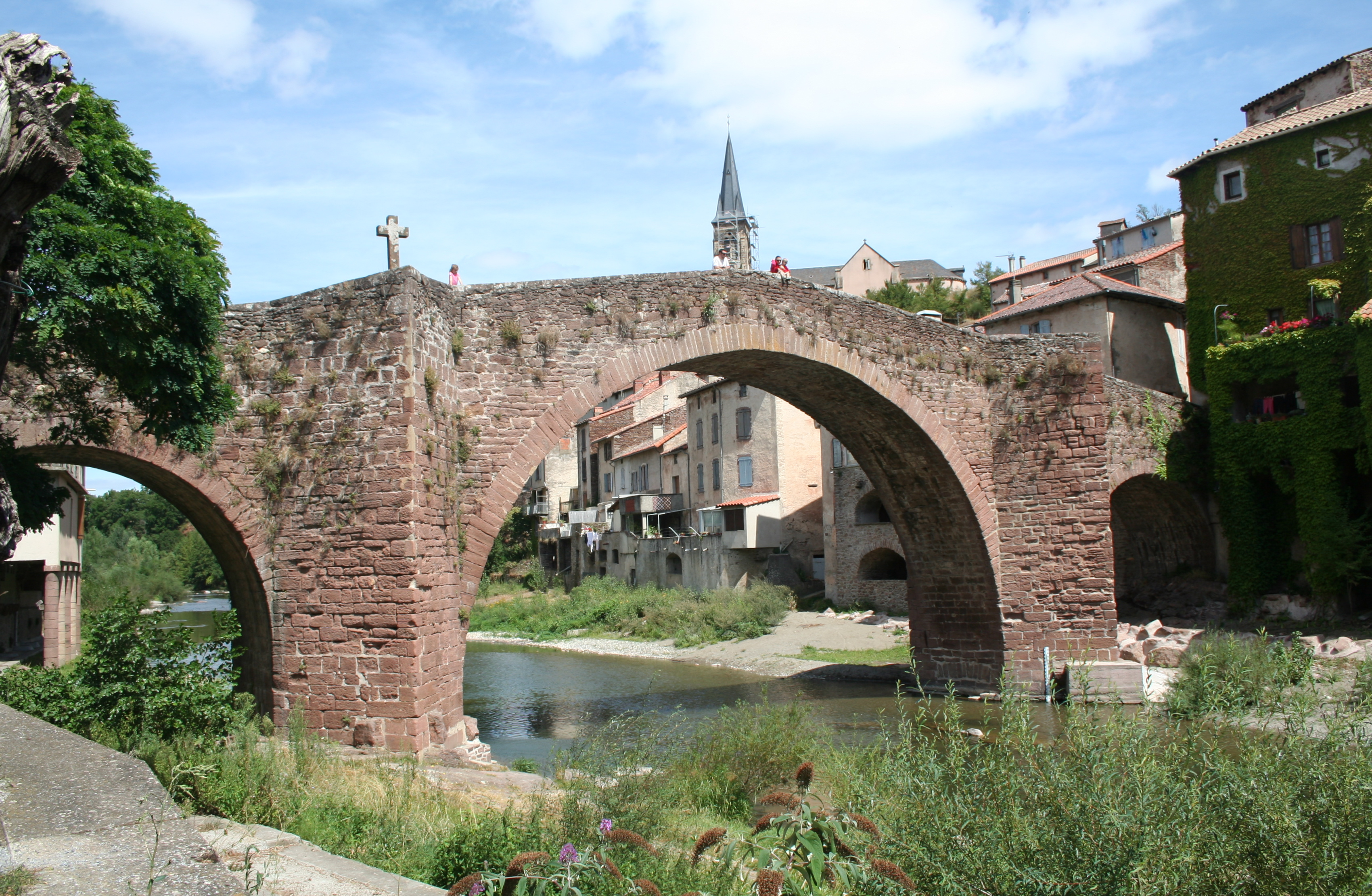
Le Pont.
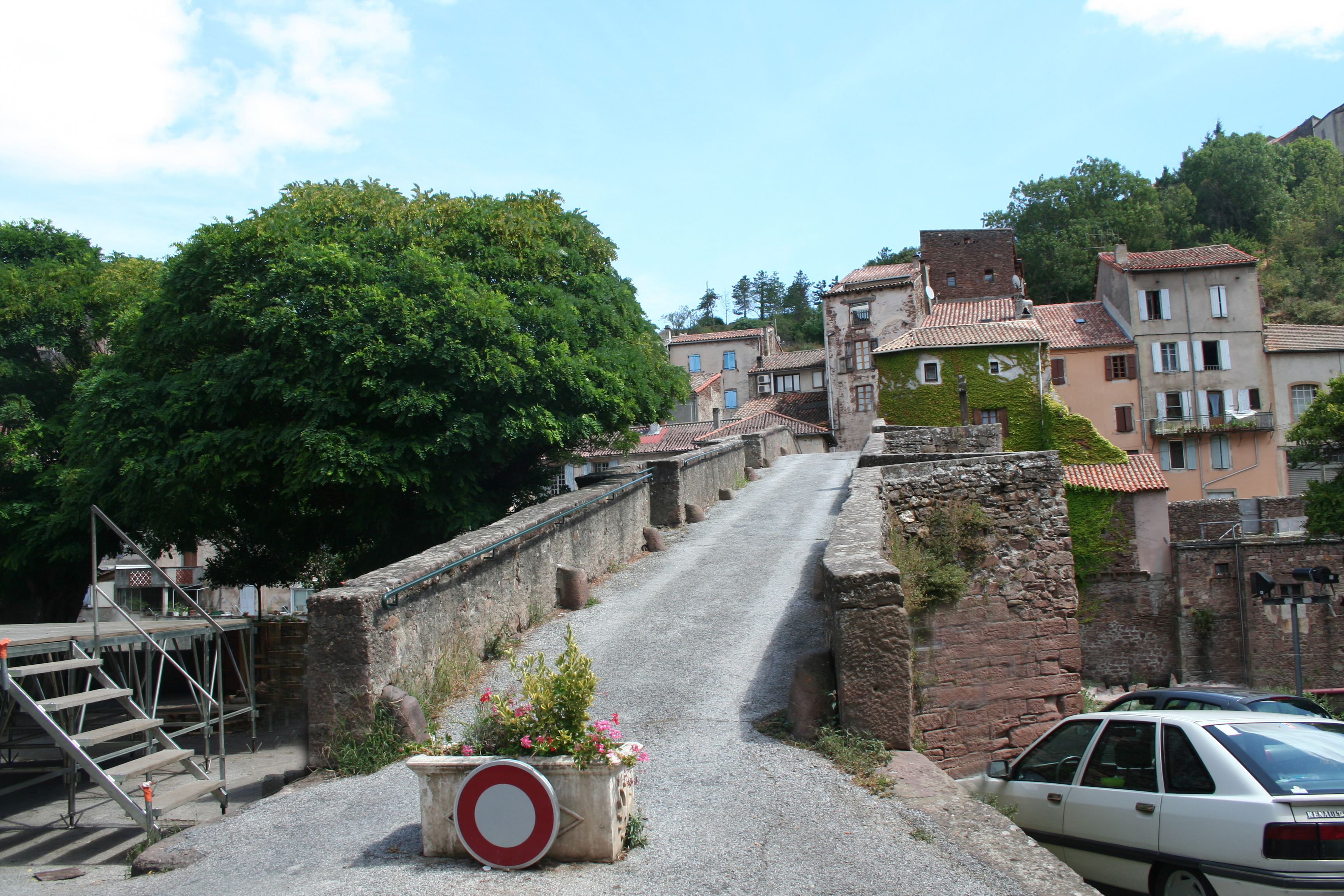
Le Pont.
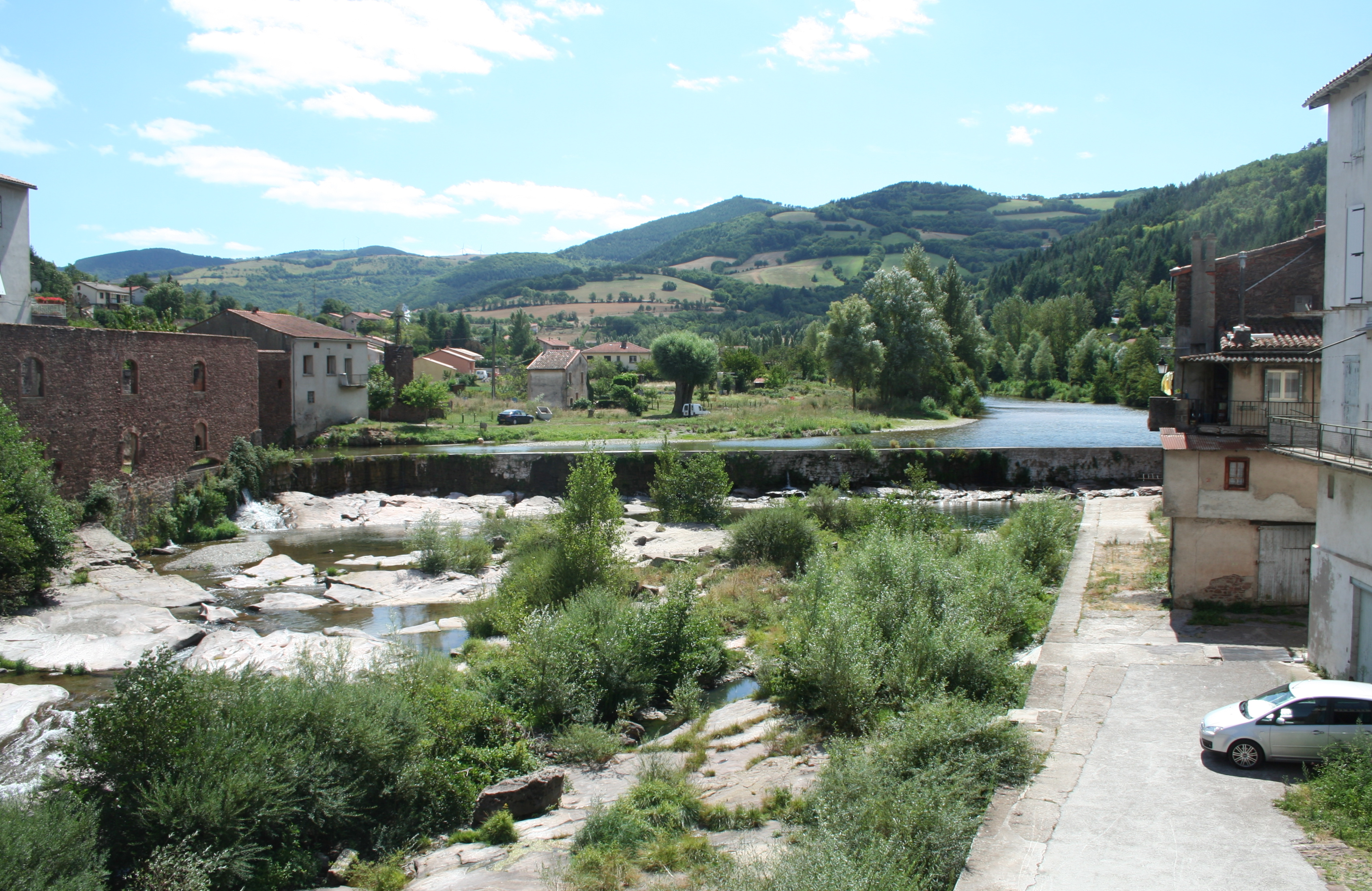
Le Dourdou.

### Patrimoine religieux
- Église de Saint-Pierre d’Issis.
- Église Saint-Michel de Camarès, 1869.
- Église Sainte-Croix d'Ouyre.
- Ancienne église pré-romane de Fargous de Camarès.
- Temple protestant de Camarès.

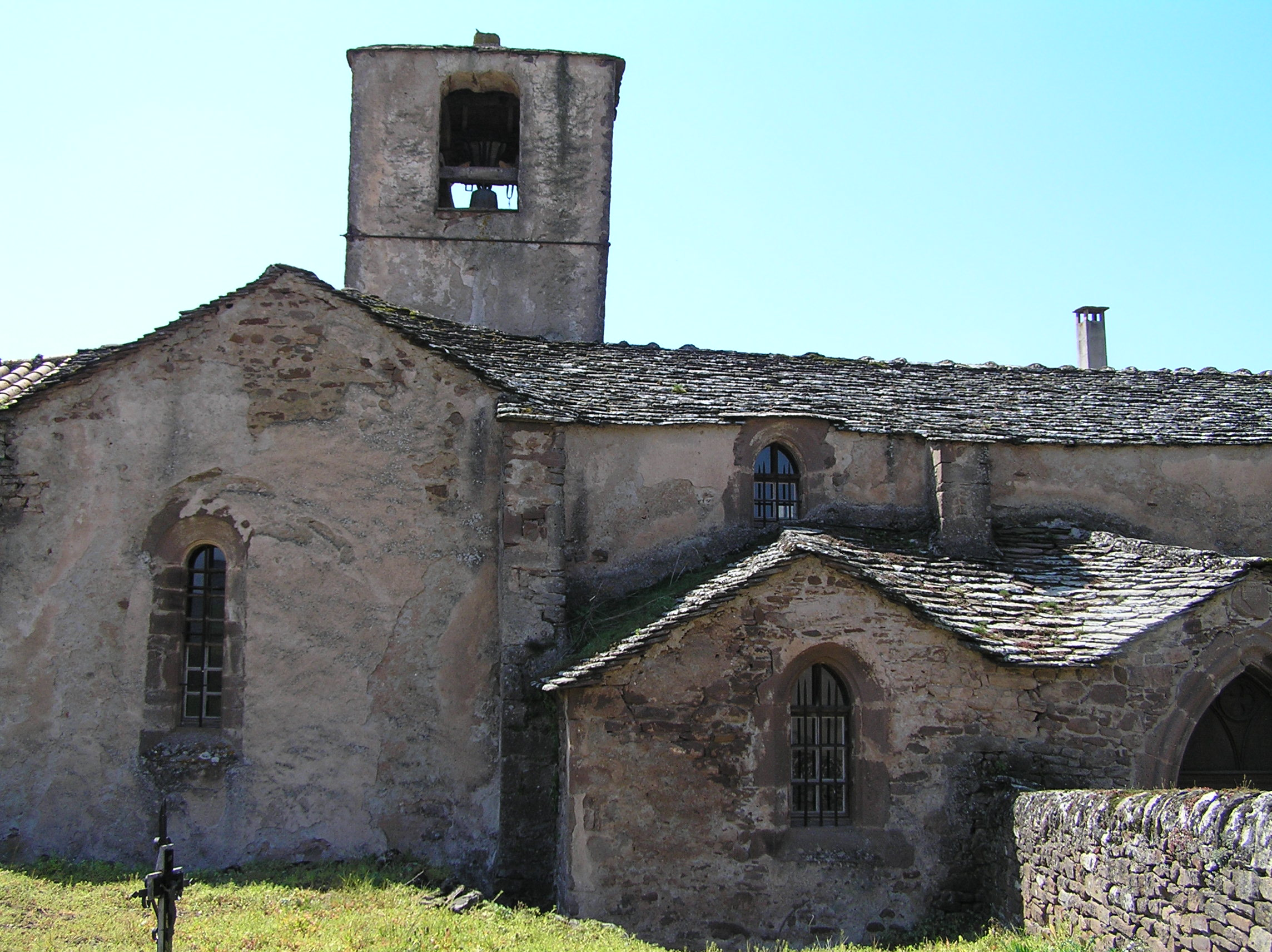
Chapelle Saint-Pierre d’Issis
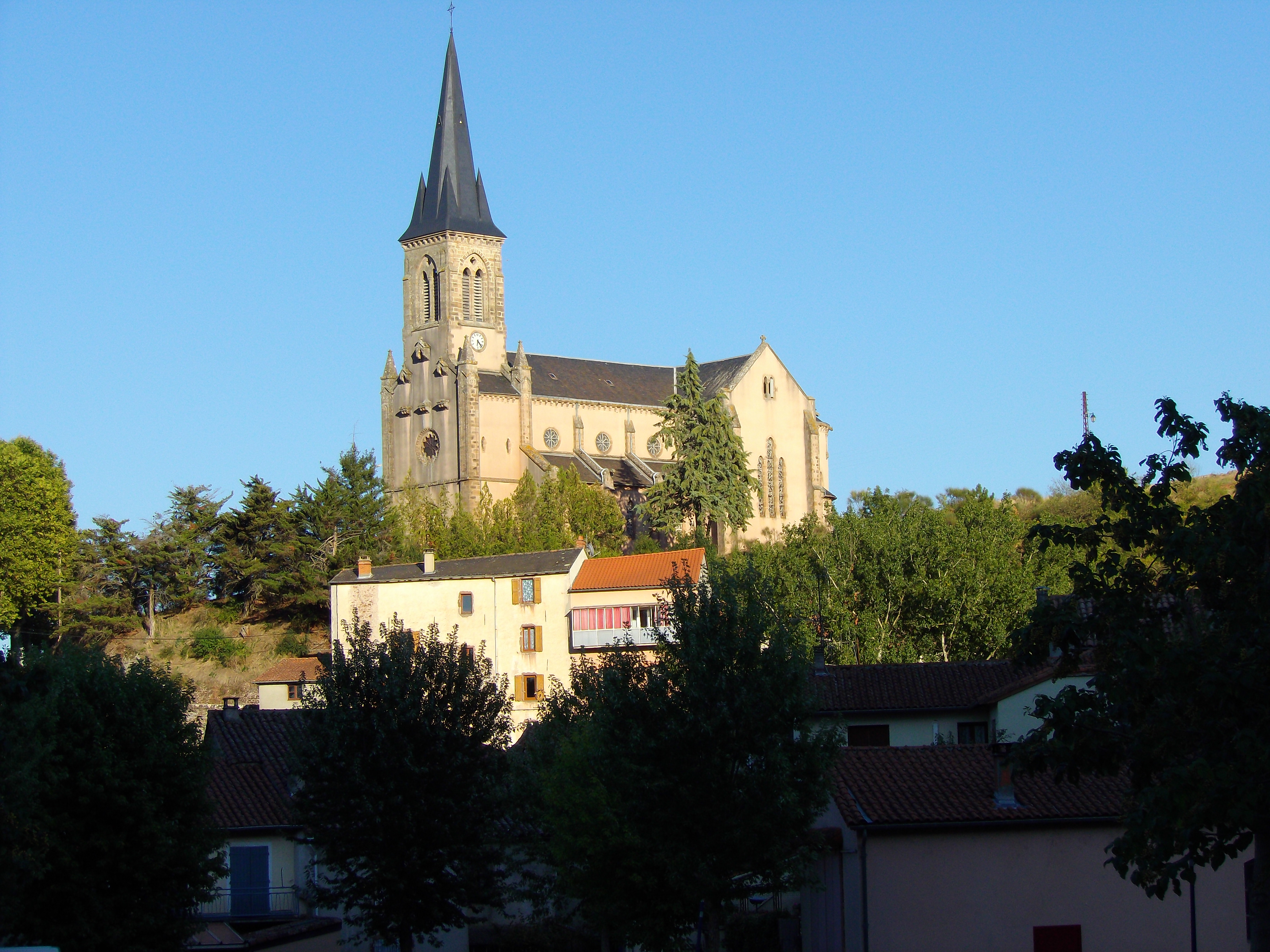
Église Saint-Michel
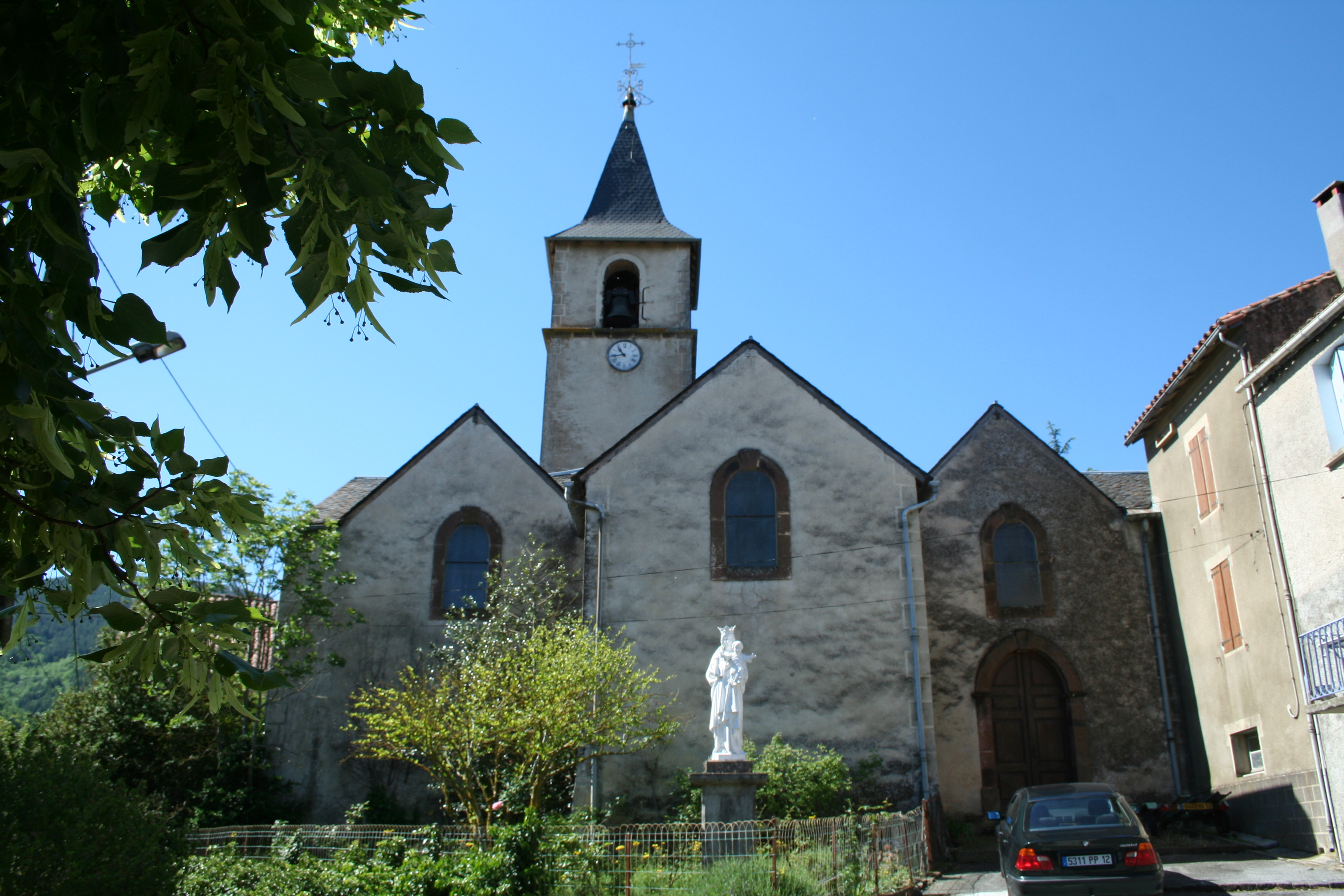
Église Sainte-Croix

### Divers
- Château de Montaigut

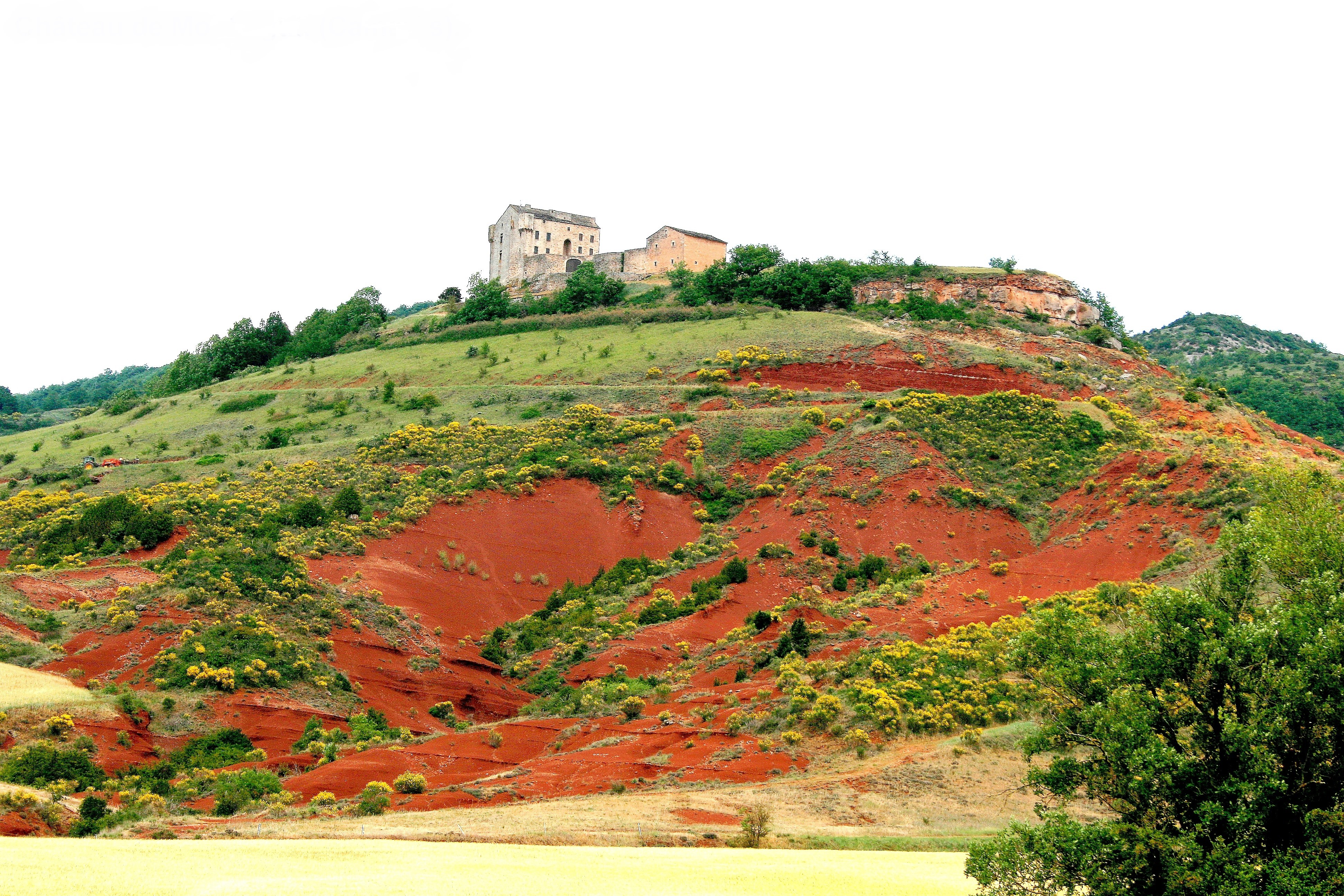
Château de Montaigut

- Ville hôte du Challenge Armand Vaquerin, compétition de rugby à XV.

### Personnalités liées à la commune
- Pierre Félix Ducasse (1844-1904), journaliste, orateur populaire des réunions publiques, y est mort.
- Yves Rouquette (1936-2015), poète, un écrivain français et un militant occitaniste, il a vécu à Camarès pendant son enfance.
- Marie Rouanet (1936), écrivaine française, elle a vécu à Camarès.

### Héraldique
| Blason de Camarès | De gueules au pont de trois arches d’argent posé sur des ondes du même mouvant de la pointe, au chef cousu d’azur chargé de trois fleurs de lys d’or. |